# Cubic
Cubic (originaltitel: Equilibrium) är en amerikansk dystopisk film från 2002, regisserad av Kurt Wimmer och med Christian Bale i huvudrollen.

## Handling
Ett tredje världskrig har härjat på jorden och en stor del av världens befolkning försvunnit. Ur askan stiger framtidslandet Libria, under ledning av Fadern, som tror att människans känslor bidragit till jordens ödeläggelse och bestämmer sig därför för att eliminera dem. Alla människor måste dagligen ta en dos Prozia II som tar död på alla känslor, annars stundar avrättning. John Preston (Christian Bale) arbetar som polis och har i uppdrag att leta upp och straffa alla känsloförbrytare. En dag glömmer dock John själv att ta sin medicin och får plötsligt ett helt nytt perspektiv på livet.

## Rollista
| Christian Bale   | – John Preston    |
| Taye Diggs       | – Brandt          |
| Emily Watson     | – Mary O'Brien    |
| Sean Bean        | – Errol Partridge |
| Sean Pertwee     | – Far             |
| William Fichtner | – Jurgen          |

## Om filmen
- Filmen har tre namn. I Skandinavien heter filmen Cubic, i Japan Rebellion, i resten av världen Equilibrium.[1]
- Filmen kostade 20 miljoner dollar att göra, men intäkterna blev bara drygt 5 miljoner dollar.[2]
- 236 människor blir dödade i filmen. Christian Bale dödar 118 vilket blir exakt hälften av alla som dör i filmen. Bale ligger på tredje plats för flest dödande av en karaktär.[3]